# Список умерших в 1508 году
В этой статье представлен список известных людей, умерших в 1508 году.
См. также:Категория:Умершие в 1508 году

## Февраль
- 4 февраля — Конрад Цельтис — выдающийся немецкий гуманист рубежа XV—XVI вв.

## Март
- 18 марта — Альбрехт IV — герцог Баварско-Мюнхенский с 1463 по 1467 (совместно с Сигизмундом), с 1467 по 1503 единолично, герцог Баварии с 1503 года до своей смерти.

## Апрель
- 11 апреля — Гвидобальдо да Монтефельтро, герцог Урбинский, кондотьер и меценат.

## Май
- 13 мая — Марциал Овернский — французский поэт.
- 27 мая — Лодовико Сфорца — герцог Милана из династии Сфорца, талантливый ренессансный деятель.

## Июнь
- 6 июня — Эрколе Строцци — итальянский поэт эпохи Ренессанса, чьё загадочное убийство было связано с интригами при дворе Лукреции Борджиа и её третьего мужа Альфонсо д'Эсте.

## Сентябрь
- 23 сентября — Беатриса Арагонская — была дочерью Фернандо I Неаполитанского и Изабелла Таранто.

## Декабрь
- 10 декабря — Рене II — представитель Третьего Лотарингского Дома, сын Ферри II, графа де Водемон и его супруги Иоланды Анжуйской, граф Водемон, д’Омаль, барон д’Эльбеф, герцог Лотарингский и.т.д.